# Molgula hirta
Molgula hirta is een zakpijpensoort uit de familie van de Molgulidae. De wetenschappelijke naam van de soort werd in 1965 voor het eerst geldig gepubliceerd door Françoise Monniot.